# Miguel Céspedes Pérez
Miguel Céspedes Pérez (La Unión, 1900 - Cartagena, 1971) fue un tipógrafo, sindicalista y político español. Concejal y alcalde de Cartagena por el Partido Socialista Obrero Español (PSOE) en dos periodos de interinato durante la Segunda República, tuvo una intervención destacada en la ciudad al estallar la guerra civil.

## Biografía

### Inicios y época republicana
Miguel Céspedes nació en la localidad murciana de La Unión en 1900, en el seno de una familia pobre dedicada al trabajo minero en la Sierra de Cartagena-La Unión. Con nueve años, y con la necesidad de aportar un sueldo para la subsistencia del hogar familiar, empezó a trabajar como tipógrafo en un taller de imprenta unionense, trasladándose avanzados los años a la vecina Cartagena para seguir progresando en el oficio. Allí además labró una conciencia de clase que le motivó a afiliarse en 1919 a la Sociedad de Obreros Tipógrafos, y cuando esta se integró en la organización sindical Unión General de Trabajadores, fue encumbrado por sus compañeros a puestos de responsabilidad hasta el punto de llegar a dirigir la delegación cartagenera.
Como sindicalista, encarnó con éxito una línea de actuación más partidaria del pactismo que del recurso de la huelga, lo cual, sumado a su oratoria, le valió ser llamado a formar parte de los cuadros del PSOE. Aupado como primer presidente de la agrupación de Cartagena, fue escogido concejal por este partido en las elecciones municipales del 12 de abril de 1931, los comicios que dieron paso a la proclamación de la Segunda República. Tomada posesión del cargo el día 17, fue nombrado quinto teniente de alcalde en el gobierno municipal resultante y desempeñó vocalías en varias comisiones, en un momento en el que era cercano a la corriente política encarnada por su mentor Amancio Muñoz Zafra.
El consistorio fue pronto sacudido por la inestabilidad, debido a las crecientes diferencias entre los integrantes de la Conjunción Republicano-Socialista que había triunfado en las elecciones. Los alcaldes se iban sucediendo rápidamente, y cuando Muñoz Zafra accedió a la máxima dignidad, su gestión se vio salpicada por continuos escándalos y choques con sus camaradas republicanos, lo cual cristalizó en una crisis de gobierno. Fue entonces cuando, al ser apartado Muñoz, Céspedes ocupó por primera vez la alcaldía en enero de 1932, de forma interina hasta que en abril fue elegido por la corporación el radical-socialista Isidro Pérez San José. En abierta hostilidad a este, Céspedes solicitó en junio de aquel año una inspección gubernativa, acusando «indicios de corrupción administrativa e incapacidad para el cargo», a lo que Pérez San José respondió reclamando una extensión de la auditoría también a los regidores anteriores, incluido el mismo Céspedes. José María Varela Rendueles, gobernador civil de Murcia, intervino en estas circunstancias nombrando un nuevo alcalde, pero no logró poner fin a la volatibilidad política en el Ayuntamiento.
Céspedes volvió a desempeñar el puesto de alcalde accidental en agosto de 1933, pero esta vez decidió presentarse como candidato cuando fue convocada una votación para elegir un alcalde de pleno derecho. Como el resultado de aquella fuera un empate en sufragios con el otro aspirante, se resolvió decidir el asunto mediante un sorteo en el que triunfó Miguel Céspedes, pero que fue declarado nulo por el gobernador civil. Finalmente, el radical-socialista Pedro Sánchez Meca ejerció como primer edil hasta el 17 de noviembre de 1934, cuando la autoridad provincial invistió a una comisión gestora y le destituyó a él y a la corporación al completo bajo la acusación de haber secundado la malograda huelga general revolucionaria. Este movimiento, alentado por partidos y sindicatos obreros contra la entrada de tres ministros de la CEDA en el gobierno del radical Alejandro Lerroux, había contado en Cartagena con un comité revolucionario en el que figuraba el exalcalde socialista.
Después de estos sucesos, y espoleado por las riñas con compañeros de partido, que incluían imputaciones de haberse quedado con fondos del periódico El Socialista, Céspedes abandonó el PSOE –por propia voluntad o expulsado, con ambas opciones reflejadas en fuentes– y, un año más tarde, pasó a militar en el PCE. Durante las celebraciones por el triunfo del Frente Popular en las elecciones generales de febrero de 1936, miles de personas buscaron a los concejales de 1931, entre ellos Céspedes, y los llevaron al Palacio consistorial, donde por aclamación reingresaron en sus antiguas funciones. Miguel Céspedes se convertía así en el representante único del PCE en el Ayuntamiento de Cartagena.

### Guerra civil
Entre el 17 y el 18 de julio de 1936 se produjo el golpe de Estado de julio de 1936 y el subsiguiente estallido de la guerra civil, y Céspedes pasa a integrar la gestora frentepopulista que administra el Ayuntamiento, teniendo en los primeros días y meses del conflicto una actuación decisiva en cuanto a la protección de personas y bienes, en una situación de especial convulsión. Así, medió con los agentes de la Guardia Civil desplegados en zonas rurales que habían apoyado la asonada castrense, para que se entregasen en Cartagena y evitaran así los ajusticiamientos que planeaban ejecutar las milicias de la FAI, y evacuó hacia Murcia en su coche a las religiosas de la Casa de Misericordia, con las que había trabajado en tiempo de paz como delegado municipal en dicha institución. Ofreció seguridad asimismo a las monjas responsables del Asilo de la Casa de los Pobres, e intercedió por ellas cuando dos fueron detenidas, consiguiendo su liberación en una tensa discusión en la que arriesgó su propia vida.
El episodio más documentado de cuantos ocurrieron en su vida tuvo lugar el 25 de julio de 1936, fecha en la que una multitud se lanzó al asalto de los templos católicos de Cartagena para saquearlos e incendiar sus imágenes de culto. En un primer momento, el concejal Céspedes se presentó en la iglesia de Santa María de Gracia, y junto a un grupo de personas que incluía a la poetisa Carmen Conde, trató de evitar la quema de las esculturas de Francisco Salzillo que albergaba el edificio, sin éxito y teniendo incluso que abandonar el lugar al ver peligrar su propia integridad. Encontrando las mismas escenas de destrucción en la iglesia del Carmen, se dirigió a la Basílica de la Caridad, donde tendría mejor suerte en su propósito. Entrando en el templo por la puerta trasera y asegurándose de sellar la puerta principal al atravesarla hacia el exterior, se encontró con la muchedumbre agolpándose ya ante la iglesia y discutiendo enardecidamente con las prostitutas que, venidas desde el cercano barrio chino del Molinete y encabezadas por Caridad la Negra, se afanaban en impedir la profanación. Aquellas mujeres formaron una barrera en torno a Céspedes cuando fue increpado al llamar a los concregados a disolverse, y finalmente las apelaciones tanto del comunista como del también concejal José López Gallego –militante de Izquierda Republicana– consiguieron deponer la actitud del gentío, que se marchó dejando intacto el edificio por el resto de la guerra.
En noviembre de 1936, Céspedes se personó en la checa de la Alameda de San Antón para rescatar a Diego Conesa Martínez, excompañero suyo en el Ayuntamiento como concejal monárquico, al que cobijó en su propia casa tras sacarle del centro de detención bajo la amenaza de hacer uso de su arma. No fue la única vez en que protegió a personas opuestas ideológicamente al Frente Popular, oponiéndose incluso a miembros de su mismo partido. Así, puso a salvo a acusados de simpatías fascistas como Inocencio García Calvo o María Davia, y posteriormente manifestó haber intercedido por la vida de personalidades como el librero Horacio Escarabajal, el empresario y exconcejal Manuel Dorda o el médico José Romero Font. Estos comportamientos le costaron ser denunciado en diversas ocasiones como «amparador de fascistas», si bien su posición en el PCE le resguardó de mayores consecuencias.
El 14 de enero de 1937 un Consejo Municipal reemplaza al Ayuntamiento, y el gobernador civil nombra a Céspedes componente del nuevo organismo, función en el marco de la cual vota la elección del alcalde José Semitiel Rodríguez. Este le nombra vocal de las comisiones de Hacienda, Gobernación e Instrucción Pública y Sanidad, así como miembro del Patronato de la Casa Municipal de Asistencia Infantil. Sus propuestas como consejero municipal orbitaron en torno a extremar la vigilancia en prevención de actividades de la quinta columna y emplear a personas desafectas a la República en las obras de fortificación, así como utilizar las casas cuyos inquilinos estaban fuera de Cartagena para alojar a personas sin hogar, entre ellas refugiados de otras poblaciones.
Desde mayo integró la comisión de investigación sobre precio y calidad de los alimentos, ocupando luego la vocalía de la consejería de Abastos. Su mayor responsabilidad llegó el 30 de noviembre del mismo año, cuando fue designado tercer teniente de alcalde, encargándose de las competencias sobre propaganda. El 1 de junio de 1938, Céspedes tuvo que abandonar el Consejo Municipal de Cartagena para cumplir el servicio militar, que consiguió cumplir en la retaguardia. De esta manera, hasta el final de la guerra civil trabajó para la Sección de Transportes de la Subsecretaría de Armamento y Municiones.

### Franquismo
Tras la victoria del bando sublevado en 1939, Miguel Céspedes descartó marchar al exilio y regresó a Cartagena. En consecuencia fue juzgado en un procedimiento sumarísimo en el que fue acusado de «adhesión a la rebelión» e investigado en referencia a su posible participación en varios asesinatos y en la redacción de la lista de presos a ejecutar en la «saca» de la cárcel de San Antón del 18 de octubre de 1936, en la que 49 personas fueron fusiladas. En su favor declararon numerosos testigos y en 1943 fue condenado exclusivamente por «adhesión a la rebelión» a 30 años de prisión, si bien fue excarcelado ese mismo año y pudo acogerse a indulto en 1945. Desde entonces abandonó cualquier actividad política, y permaneció hasta su fallecimiento en 1971 al frente de su imprenta-papelería.